# ChapStick
ChapStick es un bálsamo labial fabricado por la farmacéutica británica GlaxoSmithKline y comercializado en diversos países del mundo. Su función principal es tratar y prevenir la resequedad de los labios. Muchas variedades de ChapStick incluyen fotoprotección para evitar las quemaduras solares.
Debido a su popularidad, el término «ChapStick» se ha convertido en una marca de uso común para referirse a cualquier bálsamo labial que se aplica de manera similar a un lápiz labial. No obstante, ChapStick sigue siendo una marca registrada y Pfizer posee sus derechos exclusivos. Sus principales competidores en los Estados Unidos, Carmex y Blistex, también utilizan el popular envase tubular para sus productos. En Islandia y en el Reino Unido, el mayor competidor de ChapStick es Lypsyl, producido por Novartis Consumer Health.